# Witte Huis (Enschede)
Het Witte Huis is een monumentaal vrijstaand herenhuis in Enschede, in de wijk Het Zeggelt aan de Oldenzaalsestraat.
Het huis werd gebouwd rond 1900 in opdracht van Herman van Heek Hz. (1876-1930). In 1901 huwde hij Bertina Jannink (1878-1950). Samen met hun drie zoons, Helmich (1902-1990), Arnold (1904-1991) en Frederik van Heek (1907-1987), woonden zij in het zogeheten Witte Huis aan de Oldenzaalsestraat te Enschede. Herman was een van de firmanten van Van Heek & Co, op dat moment een van Nederlands belangrijkste bedrijven in de textielnijverheid.
Het Witte Huis werd ontworpen door architect A.G. Beltman met een bijbehorende theekoepel, geïnspireerd op de Trinkhalle in Mariënbad. Het huis is ontworpen in neo-classicistische bouwstijl geïnspireerd op de plantershuizen in het zuiden van de Verenigde Staten. 
Herman van Heek Hz. liet daarnaast in 1925 het herenhuis De Hooge Boekel bouwen, aan de Hoge Boekelerweg in Enschede. 
In 1930 vestigden zich Helmich van Heek en Joos Stroink (1907-1998) in het Witte Huis. Helmich van Heek was tevens firmant bij Van Heek & Co. Het echtpaar had drie kinderen: Herman van Heek (1928-1987), Liet van Heek (1931- 2009) en Jan Albert (Alf) van Heek (1935-2016).  
Arnold van Heek en Willy Scholten zijn met hun gezin in 1950 in het huis De Hooge Boekel gaan wonen.
Sinds 1999 is het Witte Huis een rijksmonument.

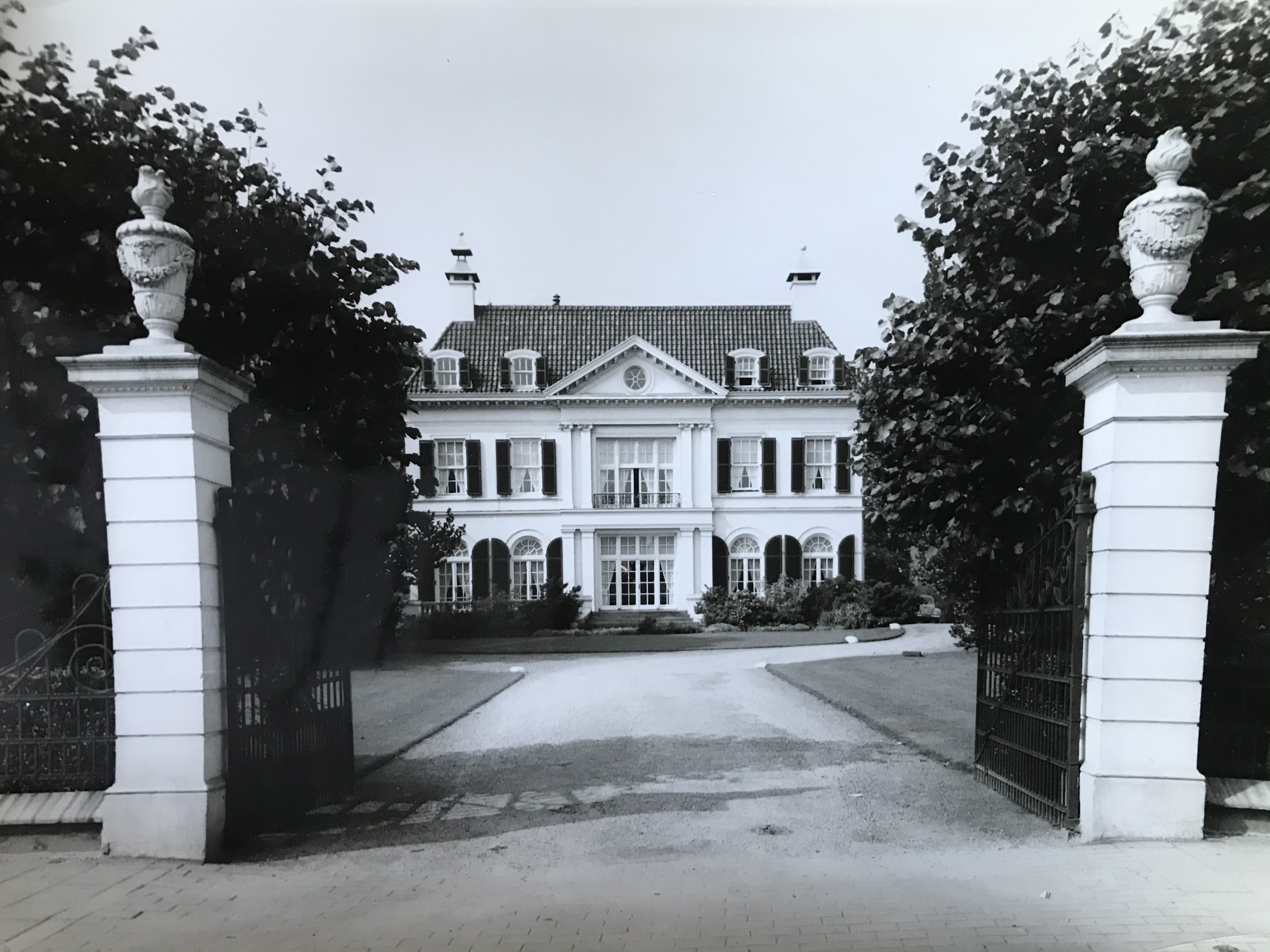
Het Witte Huis in 1959
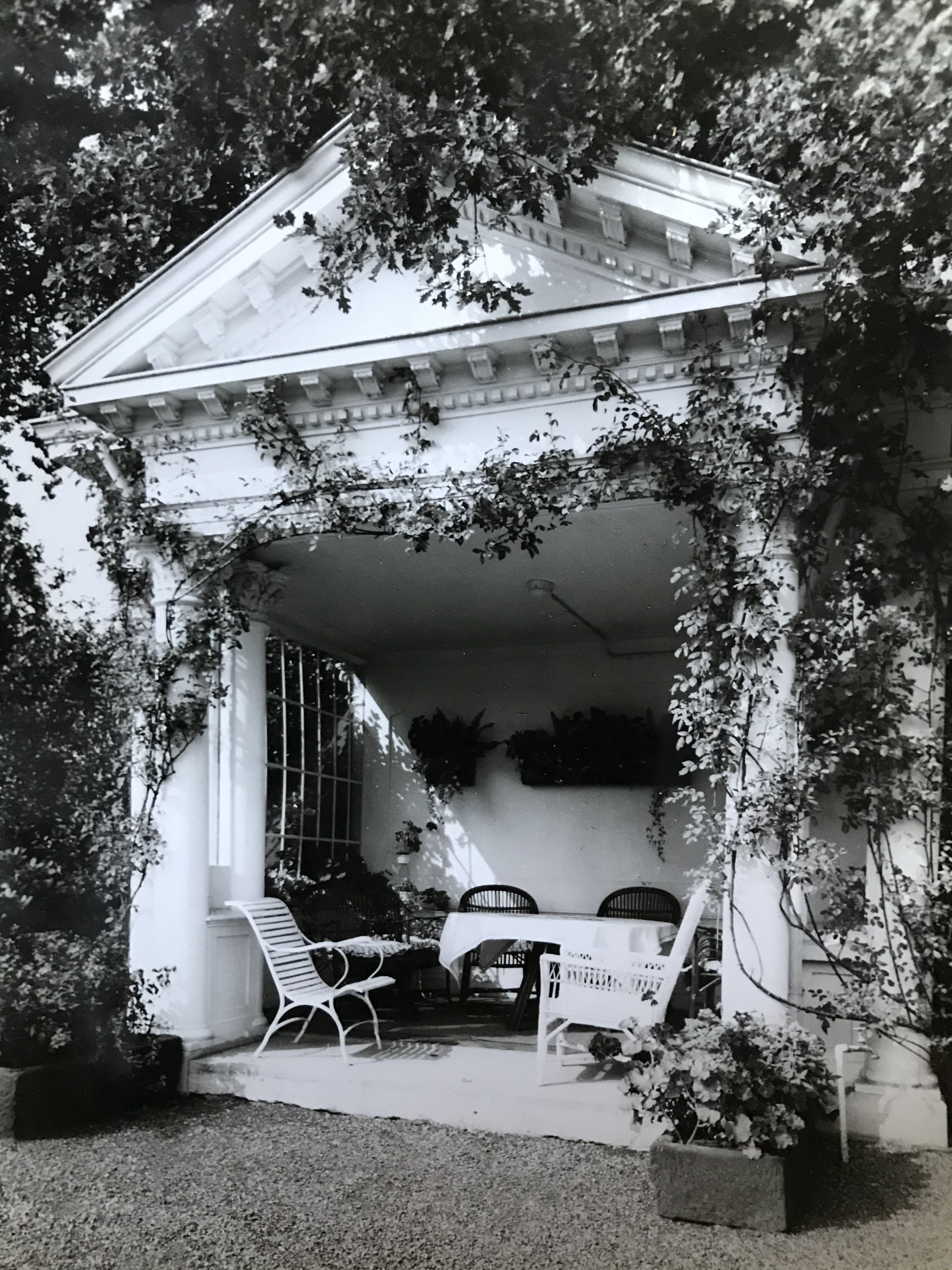
Theehuis bij het Witte Huis